# Lost Command
Lost Command (en España, Mando perdido; en Argentina, Talla de valientes) es una película estadounidense de 1966 dirigida por Mark Robson y con Anthony Quinn, Alain Delon, George Segal, Michèle Morgan y Claudia Cardinale en los papeles principales. Está ambientada en la guerra de Independencia de Argelia.

## Argumento
El teniente coronel Pierre Raspeguy (Anthony Quinn), al mando de una división paracaidista del ejército francés, derrotada en la batalla de Dien Bien Phu, en Indochina, es informado de que su regimiento ha sido disuelto y él ha sido relevado de su puesto. 

Presentación de Michèle Morgan en el tráiler de la película.

Poco después, inicia una relación con la condesa viuda De Clairefons (Michèle Morgan), que por medio de sus influencias le consigue un nuevo destino en la Argelia francesa, prometiéndole que se casará con él si regresa convertido en general.

Presentación de Alain Delon.

Raspeguy persuade al capitán Esclavier (Alain Delon) y a otros antiguos colaboradores para unirse de nuevo y vengar la humillación militar a la que habían sido sometidos en Indochina. Su nueva misión es de paz, pero el conflicto argelino se torna cada vez más complicado.

## Reparto

Presentación de George Segal.

- Anthony Quinn ... Teniente coronel Pierre Raspeguy
- Alain Delon ... Capitán Philippe Esclavier
- George Segal ... Mahidi
- Michèle Morgan ... Condesa de Clairefons
- Maurice Ronet ... Capitán Boisfeuras
- Claudia Cardinale ... Aïcha
- Grégoire Aslad ... Ben Saad
- Jean Servais ... General Melies
- Maurice Sarfati ... Merle
- Jean-Claude Bercq ... Orsini

## Origen de algunos de los personajes principales
El papel de Anthony Quinn (Teniente coronel Pierre Raspeguy) está basado en el general francés Marcel Bigeard. El de George Segal (Mahidi) en  Larbi Ben M'hidi. El de Maurice Ronet (Capitán Boisfeuras) en el general Paul Aussaresses; y el de Grégoire Aslad (Ben Saad) en  Yacef Saâdi.

## Lugares de rodaje
Gran parte de las secuencias fue rodada en la provincia de Almería, en el mismo año que El bueno, el feo y el malo y algunas más como la Albufera de Adra, utilizando casi los mismos paisajes para simular Argelia, mientras que en las otras figuraban el desierto de los Estados Unidos. En ésta, se trabajó además en el desierto de Tabernas y en lo que hoy es el parque natural de Cabo de Gata Níjar, y se rodó también en la capital. 
También se rodó en Málaga. Así, la primera panorámica de Argel se corresponde con el puerto de Málaga y la Acera de la Marina, y la escena de la protesta de los colonos franceses mientras Delon y Cardinale toman algo en una terraza se rodó delante del Mercado de Salamanca, edificio de características árabes en el barrio de El Molinillo. 
Asimismo se rodó en Colmenar Viejo (Madrid). 
Las secuencias del cuartel de Argel y de los interrogatorios están hechas en el Cuartel del Conde-Duque, de Madrid. La secuencia final se rodó en la mismísima puerta de ese cuartel, en la calle Conde Duque y en la plaza de los Guardias de Corps.
La secuencia de su retorno al pueblo y el encuentro con su madre se rodaron en Alameda del Valle (Madrid)